# Félix de la Concha

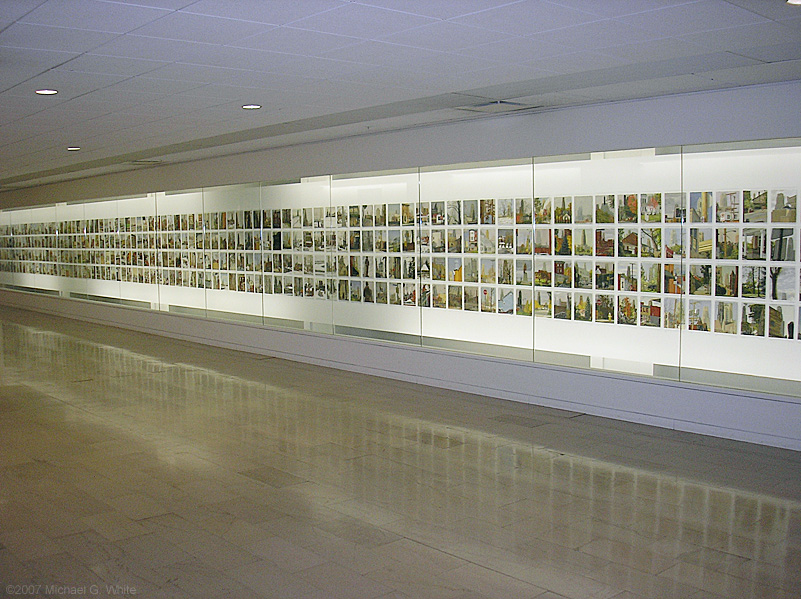
Uno al día: 365 vistas de la "Cathedral of Learning" de Pittsburgh.

Félix de la Concha (León, 1962) es un pintor español. 
Nacido en León, vive la mayoría de su infancia en la ciudad con viajes esporádicos a la región del Bierzo.
Acabado el bachillerato, a los dieciséis años se traslada a Madrid, donde ingresa en la Facultad de Bellas Artes. No deja de resultar curioso que no se licencie a falta de las asignaturas de Pintura y de Pintura de paisaje, precisamente lo que será su dedicación de manera exclusiva desde 1985, año en que es seleccionado en la Primera Muestra de Arte Joven y su obra se expone en el Círculo de Bellas Artes de Madrid, donde recibe el Premio del Público.
Por sus raíces cántabras por parte paterna, en los primeros años de su carrera concentra su atención en los paisajes de Santander. Son pinturas que no recrean aspectos bucólicos tradicionales, sino que abordando temas prosaicos: transformadores de luz, silos, carreteras comarcales, cementerios... si bien en ellas se recrea una atmósfera de misteriosa soledad.
Tras varias exposiciones individuales en Madrid recibe una beca del Ministerio de Asuntos Exteriores para pintar en la Academia de España en Roma. Después de haberse caracterizado su primera obra por la ausencia de lo bucólico, en Roma se enfrenta al reto de vivir en un lugar donde cualquier motivo está cargado de anécdota e historia. Es entonces cuando empieza a profundizar en un concepto que seguirá siendo relevante hasta el presente, el del tiempo, que desarrollará de muy diversas maneras: tanto a través de obras seriadas y polípticos, como en la ejecución de la obra desde el concepto de la pintura alla prima.
Concluido el período de su beca extiende su residencia en Roma durante cuatro años más y en esta época crea varias obras seriadas, tales como Nueve meses en Donna Olimpia, El ciprés del Circo Máximo o Un paseo por Doria Pamphili.
En 1995 se traslada a Estados Unidos.
En América Félix de la Concha completa otras series de pinturas con los temas que encuentra en su entorno. Aclamado pronto por el público americano, destacan exposiciones individuales como las del Columbus Museum of Art, con la obra One Season from Each Corner; la del Carnegie Museum of Art de Pittsburgh, con One A Day. 365 Views of the Cathedral of Learning; la del Frick Art Center, A Contrarreloj. A Race Against Time; y Fallingwater en Perspectiva, fruto de dos años pintando en la Casa de la Cascada de Frank Lloyd Wright (Fallingwater), expuesta en varios museos; su composición principal, Under the Falls en permanencia en el Centro de Convenciones de Pittsburgh
Otro aspecto importante en su pintura es el tema del retrato, que a menudo aborda desde planteamientos también estrictamente temporales. Sus retratos son tratados de una forma directa con el modelo. Si bien capta al retratado con gran detalle, los posibles errores formales por pintar sin apoyaturas en la fotografía o mediciones previas (a menudo en sesiones únicas o alla prima) le interesan de manera especial. Félix de la Concha introduce el término anacoluto pictórico, considerando el origen griego del término anacoluto: sin conclusión; y su uso como forma retórica. “Lo que se podrá considerar, si bien como una incorrección formal, también (se verá) como una forma de expresión”.
Coincidiendo con su exposición Nueva Inglaterra en la galería Leandro Navarro, se exhibe en el Museo de Arte Contemporáneo de Madrid Retratos con conversación, una instalación donde al acercarse a cada retrato se puede oír todo lo que se habló en las dos horas que duró cada sesión entre el pintor y sus modelos, personas relacionadas con el mundo de la cultura.
En Public Portraits/Private Conversations y por encargo del Hood Museum of Art en Nuevo Hampshire, aborda un nuevo proyecto de 51 retratos con conversaciones en torno al tema de conflicto y reconciliación.
Otra serie del mismo género en proceso de realización está dedicada a los retratos y testimonios de los sobrevivientes del Holocausto.
También explora el fenómeno de la sinestesia relacionando la pintura con la música por medio de la ejecución simultánea de ambas, como en su performance con la Toledo Symphony Orchestra.
Hay que destacar sus diversas estancias en países como Argentina, Cuba, Egipto, México o República Dominicana, siempre retratando el entorno donde vive.
En 2012 permanece seis meses en Suiza donde pinta para la Universidad de St. Gallen Panorama WBZ. Through the Looking-Glass.
A día de hoy el pintor español vive y trabaja en Madrid.

## Exposiciones

### Exposiciones individuales
- 2016
  - The Dinosaur Was Still in Iowa. CSPS Hall. Cedar Rapids, Iowa.
- 2015
  - Hermitage Artist Intrigue. Alfstad& Contemporary. Sarasota, Flórida
  - Portraying Holocaust Survivors. Weisman Museum of Art. Minneapolis.
- 2013
  - Painting Iowa a pleno sol. Instituto Cervantes. Chicago.
  - Balat? Plato Sanat. Estambul. Turquía.
- 2012
  - Panorama WBZ. Through the Looking-Glass Instalación permanente en el Executive Campus de la Universidad de St. Gallen. St. Gallen, Suiza.
  - Christian Roellin Gallery. St. Gallen, Suiza.
  - Performance con la Toledo Symphony Orchestra. Toledo Museum of Art. Toledo, Ohio.[11]
- 2011
  - Fallingwater en Perspectiva. Concept Art Gallery. Pittsburgh, Pensilvania.
  - Retratos con conversación. 50 escritores con anacolutos. Museo Casa de Cervantes. Valladolid.
- 2010
  - Perspective and Location. BigTown Gallery. Rochester, Vermont.
  - La historia más larga de Bilbao jamás pintada. Galerías Epelde Mardaras & Catálogo General, Bilbao.
- 2009
  - Public Portraits/Private Conversations. Hood Museum of Art y Baker Memorial Library, Dartmouth College, Hanover, Nuevo Hampshire.
  - Price Tower Arts Center. Bartlesville, Oklahoma.
  - Park Well. Galería Trama. Barcelona.
  - Florida Southern College. Lakeland, Florida.[12]
- 2008
  - Nueva Inglaterra. Galería Leandro Navarro, Madrid.
  - Retratos con conversación. Museo de Arte Contemporáneo de Madrid.[13][14]
  - Fallingwater En Perspectiva Archivado el 28 de septiembre de 2007 en Wayback Machine.. The State Museum of Pennsylvania, Harrisburg, Pensilvania.
- 2007
  - Fallingwater En Perspectiva. The Barn at Fallingwater, Pensilvania.
- 2006
  - Penn at Braddock. Concept Art Gallery. Pittsburgh, Pensilvania.
- 2005
  - Visiones de Nueva Inglaterra. Cooler Gallery. White River Juntion. Vermont.
  - Sala Luzán. Caja de Ahorros de la Inmaculada. Zaragoza.
- 2004
  - El tiempo de la mirada. Como artista homenajeado en la 17 Bienal de Zamora. Museo Etnográfico de Castilla y León, y Fundación Rei Afonso Enriques, Zamora.
  - A Contrarreloj. A Race Against Time. The Frick Art Museum &Historical Center. Pittsburgh, Pensilvania.[15]
  - Museo Gustavo Maeztu, Estella.
  - Galería Dieciséis. San Sebastián.
  - ARCO'04. Galería Dieciséis, Madrid.[16]
- 2003
  - Farewell to Pittsburgh. Concept Art Gallery. Pittsburgh, Pensilvania.[17]
- 2002
  - Galería Artnueve, Murcia.
  - Lonja del Pescado. Ayuntamiento de Alicante, Alicante. Comisario: Pedro Alberto Cruz.
  - Galería Lourdes Carcedo, Burgos.
  - Pittsburgh, Galería Marlborough Madrid, Madrid.
- 2001
  - Penn Avenue, from Pearl Street to Gross Street. Garfield Artworks. Presentado por The Penn Arts Initiative (PAAI). Pittsburgh, Pensilvania.
  - Diario de la Habana. Centro Cultural Español. Miami, Florida.
- 2000
  - One A Day. 365 Views of the Cathedral of Learning. Expuesto en permanencia en The Old Masonic Temple. Universidad de Pittsburgh. Pittsburgh, Pensilvania.[18][19]
- 1999
  - Columbus. Galería Antonio Machón, Madrid.[20]
  - One A Day. 365 Views of the Cathedral of Learning. Carnegie Museum of Art. Pittsburgh, Pensilvania. Comisario: Madeleine Grynsztejn. Texto de Mark Francis.
  - Doble-Double. Concept Art Gallery. Pittsburgh, Pensilvania.
- 1998
  - El espíritu del lugar. Galería Rafael Ortiz, Sevilla.
  - Columbus Cornered. Columbus Museum of Art, Columbus, Ohio. Comisario: Annegreth Nill.
- 1997
  - Fuera de campo. Galería Siboney, Santander.
- 1996
  - Borderline. Galería Fúcares, Madrid.
  - Escenarios para una larga temporada. Galería Antonio Machón, Madrid.
- 1995
  - Veraneos en Santander. Museo de Bellas Artes. Santander. Comisario: Juan Riancho.
  - El cuadro grande no cabe en el coche. Galería Fúcares, Almagro.
  - Ciriego. Espacio Caja Burgos, Burgos.
- 1994
  - Museo Universitario del Chopo, México D.F.
  - Despliegues.
Sala Cultural Caja España, Zamora.
Sala San Torcuato de Caja España, Zamora.
Casa de Cultura, Junta de Castilla y León.
Galería Cirac, Zamora.
  - Despliegues.Sala Cultural, Caja España, Valladolid.
  - Despliegues.Casa de las Carnicerías de Caja España. Sala Cultural de Caja España, León.
  - Galería Maese Nicolás, León.
- 1993
  - Centro Cultural Español, Santiago de Chile.
  - Sala Rómulo Gallegos del CELARG, Caracas.
  - Galería Antonia Jannone, Milán. Texto de Martina Corgnati.[21]
  - Centro Cultural La Recoleta, Buenos Aires.
  - Museo Juan B. Castagnino, Rosario-Argentina.
  - Sala del Cabildo, Montevideo.
  - Paesaggio di Passaggio. Temple Gallery, Roma.
- 1992
  - Nueve Meses en Donna Olimpia. Galería Gamarra y Garrigues, Madrid.
- 1991
  - Exposición de un día de Nove Mesi a Donna Olimpia.

Cortile di Donna 0limpia, Rome. Texto de Ludovico Pratesi.
- - Galería Clave, Murcia.
- 1989
  - Galería Gamarra y Garrigues, Madrid. Texto de Juan Hidalgo.
- 1988
  - ARCO'88. Galería Estampa, Madrid.
- 1986
  - Galería Estampa, Madrid.

### Obra en museos y colecciones públicas
- Universidad de St. Gallen. St. Gallen, Suiza
- Toledo Museum of Art, Toledo, Ohio. USA
- Hood Museum of Art, Hanover, New Hampshire. USA
- Dartmouth Library, Hanover, New Hampshire. USA
- La Pedrera. Fundació Caixa Catalunya, Barcelona.
- Caja de Ahorros de la Inmaculada, Zaragoza.
- Frick Art & Historical Center, Pittsburgh, Pensilvania. USA
- David L. Lawrence Convention Center, Pittsburgh, Pensilvania. USA
- Lonja de Alicante. Ayuntamiento de Alicante, Alicante.
- The University of Pittsburgh’s Alumni Hall, Old Masonic Temple, Pittsburgh, Pensilvania. USA
- Carnegie Museum of Art, Pittsburgh, Pensilvania. USA
- Columbus Museum of Art, Columbus, Ohio. USA
- Colección La Caixa, Colecció Testimoni, Barcelona.
- Teatro Real, Madrid.
- Museo de Arte Contemporáneo de Madrid, Madrid.
- Museo d'Arte Costantino Barbella, Italia
- Museo de Bellas Artes, Santander.
- Colección Saldañuela, Caja Burgos, Burgos.
- Ministerio de Cultura, Instituto de la Juventud, Madrid.
- Ministerio de Defensa, Madrid.
- Ayuntamiento de Albacete, Albacete.
- Consejería de Cultura de Murcia, Murcia.
- Colección Campsa. Madrid.
- Colección Banco de España, Madrid.
- Academia de Bellas Artes de San Fernando, Madrid.